# تیم ملی هندبال امارات متحده عربی
تیم ملی هندبال امارات متحده عربی نمایندهٔ کشور امارات متحده عربی در مسابقات بین‌المللی ورزش هندبال است.